# جفری هورنبی
جفری هورنبی (انگلیسی: Geoffrey Hornby; ۱۰ فوریهٔ ۱۸۲۵ – ۳ مارس ۱۸۹۵) فرد نظامی اهل پادشاهی متحد بریتانیای کبیر و ایرلند بود. وی همچنین برندهٔ جوایزی همچون نشان حمام شده‌است.
او یک افسر نیروی دریایی سلطنتی بود. او به عنوان یک افسر جزء، در نوامبر ۱۸۴۰ در جریان جنگ مصر و عثمانی در تصرف عکا شرکت داشت. به عنوان کاپیتان، او به همراه یک تیپ دریایی به جزیره ونکوور اعزام شد، جایی که در اختلافی که به جنگ خوک معروف شد، واحدی از نیروهای ایالات متحده را یافت که آماده تصرف جزایر سن خوان بودند. هورنبی از قدرت دیپلماسی خود برای تسهیل واگذاری مسالمت‌آمیز جزایر به ایالات متحده استفاده کرد.
هورنبی به عنوان فرمانده کل اسکادران غرب آفریقا، فرمانده کل اسکادران پرواز و سپس فرمانده کل اسکادران کانال منصوب شد. پس از آن، او فرمانده کل ناوگان مدیترانه، رئیس کالج دریایی سلطنتی گرینویچ و در نهایت فرمانده کل پورتسموث شد.